# Ivar Rooth
Ivar Rooth, född 2 november 1888 i Stockholm, död 27 februari 1972 på Lidingö, var en svensk ekonom och bankman. 

## Biografi
Han studerade vid Uppsala universitet och blev juris kandidat 1911. Rooth anställdes som biträdande ombudsman vid Handelsbanken 1914, där han snabbt avancerade. År 1921 blev han ordförande i Stockholms taxeringsnämnd. År 1929 blev han riksbankschef och var kvar där till 1948; 1944–1948 var han tillika fullmäktige i Postsparbanken.
År 1951 blev han ordförande för Internationella valutafonden och stannade där till 1956. Han satt även i FN:s pensionsfondsråd från 1951 till 1961 och avslutade sin karriär 1962.
Rooth blev 1962 filosofie hedersdoktor vid Uppsala universitet. Han är begravd på Norra begravningsplatsen utanför Stockholm.

## Familj
Ivar Rooth var son till direktör Otto Rooth, som var chef för Penninglotteriet, och dennes hustru Ellen, född Hertzman, samt bror till Gunnar Rooth. Han var gift första gången 1914–1931 med gymnastikdirektören Ingrid Lundgren (1889–1976) och andra gången från 1931 med gymnastikdirektören Ingrid Söderlind (1899–1996). Bland flera barn märks i första äktenskapet professor Gösta Rooth som var gift med Anna Birgitta Rooth, och i andra giftet fil. kand. Ellen Rooth, som var gift med Johan Lind, och Lars Rooth, vilken var ansvarig för Vatikanradions svenska sändningar.